# Corytoplectus oaxacensis
Corytoplectus oaxacensis är en tvåhjärtbladig växtart som beskrevs av Ram.-roa, C. Chávez och Rodr.-flores. Corytoplectus oaxacensis ingår i släktet Corytoplectus och familjen Gesneriaceae. Inga underarter finns listade i Catalogue of Life.